# Danny Stam
Danny Stam (Koog aan de Zaan, Zaanstad, 25 de juny de 1972) és un exciclista neerlandès, que fou professional del 1999 fins al 2010. Especialista en ciclisme en pista, ha obtingut tres medalles als Campionats del món de Madison.
És fill del també ciclista Cees Stam.

## Palmarès
- 1996
  -  Campió dels Països Baixos en derny
- 2000
  -  Campió dels Països Baixos de Madison (amb Robert Slippens)
- 2002
  - Campió d'Europa de Madison (amb Robert Slippens)
- 2003
  - 1r als Sis dies d'Amsterdam (amb Robert Slippens)
  - 1r als Sis dies de Bremen (amb Robert Slippens)
- 2004
  -  Campió dels Països Baixos de Madison (amb Robert Slippens)
  - 1r als Sis dies d'Amsterdam (amb Robert Slippens)
  - 1r als Sis dies de Gant (amb Robert Slippens)
- 2005
  - 1r als Sis dies de Rotterdam (amb Robert Slippens)
- 2006
  - 1r als Sis dies d'Amsterdam (amb Peter Schep)
  - 1r als Sis dies de Bremen (amb Robert Slippens)
  - 1r als Sis dies de Rotterdam (amb Robert Slippens)
  - 1r als Sis dies de Berlín (amb Robert Slippens)
  - 1r als Sis dies de Copenhaguen (amb Robert Slippens)
- 2008
  - 1r als Sis dies d'Amsterdam (amb Robert Slippens)
  - 1r als Sis dies de Rotterdam (amb Leif Lampater)
  - 1r als Sis dies de Zuric (amb Bruno Risi)
  - 1r als Sis dies de Zuidlaren (amb Robert Slippens)
- 2010
  - 1r als Sis dies de Rotterdam (amb Iljo Keisse)
- 2011
  - 1r als Sis dies de Rotterdam (amb Leon van Bon)

### Resultats a laCopa del Món
- 2006-2007
  - 1r a Moscou, en Madison